# Ética del cuidado
La ética del cuidado (en inglés: ethics of care) es una teoría ética normativa que sostiene que la acción moral se centra en las relaciones interpersonales y en el cuidado o la benevolencia como virtud. La EdC forma parte de un conjunto de teorías éticas normativas que fueron desarrolladas por algunas feministas y ambientalistas desde la década de 1980.  Mientras que las teorías éticas consecuencialistas y deontológicas enfatizan los estándares generalizables y la imparcialidad, la ética del cuidado enfatiza la importancia de la respuesta al individuo. La distinción entre lo general y lo individual se refleja en sus diferentes preguntas morales: ¿qué es justo?" versus "¿cómo responder?"  : 469 Carol Gilligan, considerada la creadora de la ética del cuidado, criticó la aplicación de estándares generalizados como "moralmente problemática, ya que genera ceguera moral o indiferencia". 
Los supuestos del marco incluyen: se entiende que las personas tienen diversos grados de dependencia e interdependencia; otros individuos afectados por las consecuencias de las propias decisiones merecen consideración en proporción a su vulnerabilidad; y los detalles situacionales determinan cómo salvaguardar y promover los intereses de los individuos. 

## Antecedentes históricos
Gilligan creó este modelo como una crítica al modelo de desarrollo moral de su mentor, el psicólogo del desarrollo Lawrence Kohlberg. Observó que al medir el desarrollo moral según la teoría del desarrollo moral de Kohlberg se llegaba a la conclusión de que los niños eran moralmente más maduros que las niñas, y este resultado se aplicaba también a los adultos (aunque cuando se controla la educación no hay diferencias de género). Gilligan argumentó que el modelo de Kohlberg no era objetivo, sino más bien una perspectiva masculina sobre la moralidad, fundada en principios de justicia y derechos. En su libro de 1982, In a Different Voice, postuló además que los hombres y las mujeres tienen tendencias a ver la moralidad en términos diferentes. Su teoría afirmaba que las mujeres tendían a enfatizar la empatía y la compasión por sobre las nociones de moralidad en términos de deberes u obligaciones abstractas que son privilegiadas en la escala de Kohlberg.  Dana Ward afirmó, en un artículo inédito, que la escala de Kohlberg es psicométricamente sólida.  Investigaciones posteriores sugieren que las diferencias en los enfoques éticos basados en el cuidado o en la justicia pueden deberse a diferencias de género o a diferencias en las situaciones de vida de los géneros.    El resumen que hace Gilligan de las diferencias de género proporcionó a las feministas una voz para cuestionar los valores y las prácticas morales de la sociedad como masculinas.

## Relación con las posiciones éticas tradicionales
La ética del cuidado se diferencia de otros modelos éticos, como las teorías consecuencialistas (por ejemplo, el utilitarismo) y las teorías deontológicas (por ejemplo, la ética kantiana), en que busca incorporar virtudes y valores tradicionalmente femeninos que, según sostienen los defensores de la ética del cuidado, están ausentes en los modelos éticos tradicionales.  Uno de estos valores es la valoración del cuidado y la relación por encima de la lógica y la razón. En la ética del cuidado, la razón y la lógica están subordinadas al cuidado natural, es decir, el cuidado que se realiza por inclinación. Esto contrasta con la deontología, donde las acciones llevadas a cabo por inclinación son poco éticas. 
Virginia Held ha señalado las similitudes entre la ética del cuidado y la ética de la virtud, pero la ha distinguido de la ética de la virtud de los moralistas británicos como Hume en que las personas son vistas como individuos fundamentalmente relacionales en lugar de independientes.  Otros filósofos han discutido sobre la relación entre la ética del cuidado y la ética de la virtud, adoptando diversas posiciones sobre la cuestión de cuán estrechamente relacionadas están ambas.  Jason Josephson Storm sostuvo que existen estrechos paralelismos entre la ética del cuidado y la ética de la virtud budista tradicional, especialmente la priorización de la compasión por parte de Śāntideva y otros.  Otros estudiosos también habían relacionado previamente la ética del cuidado con la ética budista.  

## La ética del cuidado como ética feminista
Mientras que algunas feministas han criticado la ética basada en el cuidado por reforzar los estereotipos de género tradicionales,  otras han adoptado partes del paradigma bajo el concepto teórico del feminismo centrado en el cuidado. 
El feminismo centrado en el cuidado, también llamado feminismo de género,  es una rama del pensamiento feminista basada principalmente en la ética del cuidado desarrollada por Carol Gilligan y Nel Noddings.  Esta teoría critica la forma en que el cuidado se genera socialmente, se asigna a las mujeres y, en consecuencia, se devalúa. "Las feministas centradas en el cuidado consideran que la capacidad de las mujeres para cuidar es una fortaleza humana"  que puede y debe enseñarse y esperarse tanto de los hombres como de las mujeres. Noddings propone que el cuidado ético podría ser un modelo evaluativo más concreto del dilema moral que una ética de la justicia.  El feminismo centrado en el cuidado de Noddings requiere la aplicación práctica de una etica relacional, basada en una ética del cuidado. 
La ética del cuidado es una base para la teoría feminista centrada en el cuidado sobre la ética materna. Estas teorías reconocen el cuidado como una cuestión éticamente relevante. Sara Ruddick, Virginia Held y Eva Feder Kittay, teóricas críticas respecto de cómo la sociedad genera el trabajo de cuidados, sugieren que el cuidado debe realizarse y quienes lo brindan deben ser valorados tanto en las esferas pública como privada. Esta propuesta de cambio de paradigma en la ética alienta la visión de que una ética del cuidado sea una responsabilidad social tanto de hombres como de mujeres.
Joan Tronto sostiene que la definición de "ética del cuidado" es ambigua debido en parte a que no juega un papel central en la teoría moral.  Sostiene que, considerando que la filosofía moral se ocupa de la bondad humana, entonces el cuidado parecería asumir un papel significativo en este tipo de filosofía.  Sin embargo, esto no es así y Tronto subraya además la asociación entre cuidado y “naturalidad”. El último término se refiere a los roles de género construidos social y culturalmente, donde se supone que el cuidado es principalmente el papel de la mujer.  De este modo, el cuidado pierde el poder de desempeñar un papel central en la teoría moral.
Tronto afirma que hay cuatro cualidades éticas del cuidado:
- Atención: Es crucial para la ética del cuidado porque este requiere el reconocimiento de las necesidades de los demás para poder responder a ellas. [24] La cuestión que se plantea es la distinción entre ignorancia y falta de atención. [24] Tronto plantea la pregunta así: “¿Pero cuándo la ignorancia es simplemente ignorancia y cuándo es falta de atención?” [24]
- Responsabilidad: Para poder cuidar, debemos asumirlo nosotros mismos, es decir, responsabilidad. El problema asociado a este segundo elemento ético de la responsabilidad es la cuestión de la obligación. La obligación está a menudo, si no ya, vinculada a normas y roles sociales y culturales preestablecidos. Tronto se esfuerza por diferenciar los términos “responsabilidad” y “obligación” respecto de la ética del cuidado. La responsabilidad es ambigua, mientras que la obligación se refiere a situaciones en las que se debe realizar una acción o reacción, como es el caso de un contrato legal. [24] Esta ambigüedad permite el flujo y reflujo dentro y entre las estructuras de clase y los roles de género, y hacia otros roles socialmente construidos que vincularían la responsabilidad únicamente a aquellos que son dignos de esos roles.
- Competencia: Brindar cuidados también significa competencia. No se puede simplemente reconocer la necesidad de cuidar, aceptar la responsabilidad, pero no llevarlo a cabo con la suficiente adecuación, ya que dicha acción daría como resultado que la necesidad de cuidado no se satisfaga. [24]
- Capacidad de respuesta: se refiere a la "capacidad de respuesta del receptor de la atención a la atención". [24] Tronto afirma que "la capacidad de respuesta señala un problema moral importante en el ámbito del cuidado: por su naturaleza, el cuidado se ocupa de las condiciones de vulnerabilidad y desigualdad". [24] Sostiene además que la capacidad de respuesta no es igual a reciprocidad. [24] Más bien, es otro método para comprender la vulnerabilidad y la desigualdad al comprender lo que han expresado quienes están en la posición vulnerable, en lugar de reimaginarse a uno mismo en una situación similar. [24]

En 2013, Tronto añadió una quinta cualidad ética:
- Pluralidad, comunicación, confianza y respeto; solidaridad o cuidado con: Juntas, éstas son las cualidades necesarias para que las personas se unan para asumir la responsabilidad colectiva, para comprender su ciudadanía como siempre imbricada en las relaciones de cuidado y para tomar en serio la naturaleza de las necesidades de cuidado en la sociedad. [25]

## En política
A menudo se sugiere que la ética del cuidado sólo es aplicable dentro de las familias y grupos de amigos, pero muchas teóricas feministas han argumentado en contra de esta sugerencia, entre ellas Ruddick, Manning, Held y Tronto.  Se han hecho intentos de aplicar principios de la ética del cuidado de manera más general, identificando valores en una relación de cuidado particular y aplicándolos a otras situaciones. Los valores morales se consideran inherentes a los actos de cuidado. 
La ética del cuidado se contrasta con las teorías basadas en el "individuo liberal" y un contrato social, siguiendo a Locke y Hobbes. Los teóricos de la ética del cuidado señalan que en muchas situaciones, como la infancia, hay grandes desequilibrios de poder entre los individuos y, por eso, estas relaciones se basan en el cuidado más que en cualquier forma de contrato. Teniendo en cuenta los desequilibrios de poder que pueden existir en la sociedad, se sostiene que el cuidado puede ser una mejor base para comprender la sociedad que la libertad y los contratos sociales. 

## En salud mental
La psiquiatra Kaila Rudolph señaló que la ética de la atención se alinea con un marco de atención basado en el trauma en psiquiatría. 

## Crítica
En el campo de la enfermería, la ética del cuidado ha sido criticada por Peter Allmark, Helga Kuhse y John Paley.  Allmark criticó su enfoque en el estado mental del cuidador, con el argumento de que cuidar subjetivamente no impide que el cuidado de un individuo sea perjudicial.  También criticó la teoría por entrar en conflicto con la idea de tratar a todos con una consideración imparcial, lo que consideraba necesario en ciertas situaciones. 
Se ha criticado la ética del cuidado por no proteger al individuo del paternalismo, señalando que existe el riesgo de que los cuidadores confundan sus necesidades con las de las personas que cuidan. Es posible que las personas deban cultivar la capacidad de distinguir sus propias necesidades de las de aquellos que cuidan, y Ruddick sostiene que es necesario respetar la "voluntad encarnada" de aquellos que son cuidados. 